# Margarethe von Trotta
Pour les articles homonymes, voir Trotta.
Margarethe von Trotta, née le 21 février 1942 à Berlin, est une actrice, réalisatrice et scénariste de cinéma allemande. Elle est une figure marquante du nouveau cinéma allemand des années 1960-70 et du Frauenfilm des années 1970-80.

## Biographie
Fille du peintre Alfred Roloff, Margarethe von Trotta est élevée par sa mère, Elisabeth von Trotta, une aristocrate balte, à Düsseldorf. Après avoir réussi l'équivalent du brevet des collèges, elle fait deux ans d'études commerciales dans un lycée technique et travaille ensuite dans un bureau. Elle découvre le cinéma d'Ingmar Bergman, de la Nouvelle Vague, lors d'un séjour à Paris.
Elle passe son baccalauréat au début des années 1960 et se lance dans des études d'arts plastiques à Düsseldorf. Puis elle s'installe à Munich où elle étudie la philologie des langues germaniques et romanes. Elle entre dans un conservatoire d'art dramatique. En 1964, elle obtient son premier grand rôle à Dinkelsbühl.
En 1964, elle épouse le scénariste Jürgen Moeller, avec lequel elle a un fils, Félix. Ils se séparent en 1970. Après s'être produite à Stuttgart, elle trouve du travail au Kleines Theater (Petit Théâtre) de Francfort où elle est actrice de 1969 à 1970. Margarethe Von Trotta est une actrice demandée par la nouvelle génération de réalisateurs allemands comme Herbert Achternbusch, Reinhard Hauff, et Rainer Werner Fassbinder. Elle fait quatre apparitions dans les films de ce dernier.
En 1971, elle épouse le metteur en scène Volker Schlöndorff, dont elle divorce en 1991. Elle écrit avec Volker Schlöndorff le scénario du film  Le Coup de grâce, adapté du roman de Marguerite Yourcenar. Elle réalise avec Volker Schlöndorff L’Honneur perdu de Katharina Blum. 
À partir de 1975, elle abandonne son rôle d'actrice et passe à la réalisation. Après 1991, elle s'installe en Italie, puis à Paris.
Elle est élue membre de l'Académie des arts de Berlin en 1984.

## Filmographie

### Comme actrice

#### Cinéma
- 1967 : Tränen trocknet der Wind de Heinz Gerhard Schier
- 1969 : Spielst Du mit schrägen Vögeln de Gustav Ehmck : Helga
- 1970 : Les Dieux de la peste (Götter der Pest) de Rainer Werner Fassbinder : Margarethe
- 1970 : Le Soldat américain (Der Amerikanische Soldat) de Rainer Werner Fassbinder : femme de chambre
- 1971 : Prenez garde à la sainte putain (Warnung vor einer heiligen Nutte) de Rainer Werner Fassbinder : secrétaire de direction
- 1972 : Un crime ordinaire (Die Moral der Ruth Halbfass) de Volker Schlöndorff
- 1972 : Feu de paille (Strohfeuer) de Volker Schlöndorff : Elisabeth Junker
- 1972 : Un crime ordinaire (Die Moral der Ruth Halbfass) de Volker Schlöndorff : Doris Vogelsang
- 1974 : Le Sentiment d'Anderchs (Das Andechser Gefühl) de Herbert Achternbusch : actrice
- 1975 : L'Honneur perdu de Katharina Blum (Die Verlorene Ehre der Katharina Blum oder: Wie Gewalt entstehen und wohin sie führen kann) de Volker Schlöndorff et Margarethe von Trotta
- 1976 : La Traversée de l'Atlantique à la nage (Die Atlantikschwimmer) de Herbert Achternbusch : professeur de natation
- 1976 : Le Coup de grâce (Der Fangschuß) de Volker Schlöndorff : Sophie de Reval
- 1977 : La Guerre de la bière (Bierkampf) de Herbert Achternbusch : la femme avec l'enfant
- 1981 : Haut les mains (Ręce do góry) de Jerzy Skolimowski : elle-même
- 1985 : Cinématon #576 de Gérard Courant : elle-même

#### Télévision
- 1966 : Das Vergnügen, anständig zu sein : femme de chambre
- 1969 : Brandstifter : Anka
- 1970 : Baal de Volker Schlöndorff : Sophie
- 1970 : Drücker : Gitte
- 1971 : Der plötzliche Reichtum der armen Leute von Kombach (de) : Sophie
- 1971 : Paul Esbeck
- 1972 : Feu de paille (Strohfeuer) : Elisabeth Junker
- 1973 : Desaster de Reinhard Hauff : Ulla Werther
- 1974 : Übernachtung in Tirol : Katja
- 1974 : Une invitation à la chasse (série Histoires insolites) : Paulette Perrin
- 1976 : Les Raisons de Georgina (série Nouvelles de Henry James) : Kate Theory
- 1984 : Blaubart (pl) de Krzysztof Zanussi : Jutta
- 1985 : Wie Lange hält die Maske ?  de Florian Hopf : elle-même

### Comme réalisatrice

#### Cinéma
- 1975 : L'Honneur perdu de Katharina Blum (Die Verlorene Ehre der Katharina Blum oder: Wie Gewalt entstehen und wohin sie führen kann) en collaboration avec Volker Schlöndorff
- 1978 : Le Second Éveil de Christa Klages (Das Zweite Erwachen der Christa Klages)
- 1979 : Les Sœurs (Schwestern oder Die Balance des Glücks)
- 1981 : Les Années de plomb (Die Bleierne Zeit)
- 1983 : L'Amie (Heller Wahn)
- 1986 : Rosa Luxemburg (Die Geduld der Rosa Luxemburg)
- 1988 : Felix (film collectif)
- 1988 : Trois sœurs (Paura e amore)
- 1990 : L'africana
- 1993 : Le Long silence (Il lungo silenzio)
- 1995 : Les Années du mur (Das Versprechen)
- 2003 : Rosenstrasse
- 2006 : Je suis l'autre (Ich bin die Andere)
- 2009 : Vision – Aus dem Leben der Hildegard von Bingen
- 2012 : Hannah Arendt
- 2015 : Die abhandene Welt
- 2017 : Forget About Nick
- 2018 : À la recherche d'Ingmar Bergman (Auf der Suche nach Ingmar Bergman)
- 2023 : Ingeborg Bachmann – Reise in die Wüste

#### Télévision
- 1997 : Winterkind
- 1999 : Mit fünfzig küssen Männer anders
- 1999 : Dunkle Tage
- 2004 : Die Andere Frau